# Ivanka Trump
Ivanka Trump   (Manhattan, 30 d'octubre de 1981) Ivanka Marie Trump és una empresària, socialité i model estatunidenca. És filla d'Ivana i de l'expresident dels Estats Units, Donald Trump, i és la vicepresidenta de Real Estate Development and Acquisitions de la The Trump Organization. Abans de treballar per al seu pare, treballava per a Forest City Enterprises.

## Biografia
Trump va assistir a Choate Rosemary Hall a Wallingford, Connecticut, i a Chapin a Nova York. Després de graduar-se, va estar dos anys a la Georgetown University i es va traslladar per graduar-se en la Wharton School de la University of Pennsylvania –alma mater del seu pare– com a economista.

## Model
Trump va aparèixer en la portada de diverses revistes el 1997. Des de llavors, ha fet carrera a les passarel·les de moda, desfilant per a Versace, Marc Bouwer i Thierry Mugler. Ha fet campanyes publicitàries per a Tommy Hilfiger i Sassoon i va aparèixer a la portada de Stuff, l'agost de 2006 i novament el setembre de 2007. Va aparèixer en les portades de Forbes, Golf Magazine, Avenue Magazine, Elle Mèxic i, a l'octubre de 2007, a Harper's Bazaar. Va ocupar el lloc 83è de la llista Maxim Hot 100 el 2007. També va estar en el lloc 99è en el Top 99 de Dones de 2007 i 84è en l'edició 2008 d'Askmen.com.

## Aparicions en TV
L'any 1997 va ser la presentadora del Miss Teen USA, esdeveniment en el qual el seu pare és copropietari. El 2003 va aparèixer en el documental "Nascut Ric", en el qual es mostrava com era créixer en una de les famílies més riques del món. Durant abril de 2006 va aparèixer a The Tonight Show with Jay Leno, on Trump va dir que ella i el seu exnovio, Bingo Gubelmann, havia trencat la relació sentimental però que continuaven sent bons amics.
Trump va ser convidada com a jutge per Project Runway - 3 Temporada. Va ser també a Milwaukee, Wisconsin,assistint a un esdeveniment a l'abril de 2007 anomenat Creating Wealth Summit on va donar una xerrada de 30 minuts sobre com fer diners i dels seus projectes. Se li va oferir aparèixer a The Bachelorette, però ella ho va rebutjar. Ivanka va fer una aparició al costat del seu marit Jared Kushner a la sèrie Gossip Girl, en la quarta temporada.

## Vida personal
Trump va començar una relació a l'estiu de 2008 amb l'empresari jueu Jared Kushner (amo de The New York Observer des de molt jove) anunciant el seu compromís el 17 de juliol de 2009, coincidint amb la conversió al judaisme d'Ivanka. Ivanka Trump i Jared Kushner van contreure matrimoni el 25 d'octubre de 2009 al Club de Golf Nacional Trump, propietat del seu pare. Tenen tres fills: Arabella Rose (17 de juliol de 2011), Joseph Frederick (14 d'octubre de 2013) i Theodore James (27 de març de 2016).

## Comparacions amb Paris Hilton
Si bé els mitjans de comunicació sovint comparen a Trump amb Paris Hilton, hereva de la fortuna dels Hotels Hilton, Trump ha objectat aquestes comparacions, argumentant, “Jo treballo 13 hores diàries per obtenir els meus diners”, en una entrevista amb el London Express en 2007, i “Jo li vaig comprar la meva casa al meu pare. Jo vaig pagar la hipoteca”. Trump va afirmar, "crec que som persones totalment diferents... Si hagués de baixar del carro i convertir-me en una noia esbojarrada, no estaria en condicions de pagar el meu estil de vida. He vist que el meu pare ha treballat per tenir diners”.